# 报恩寺 (眉山)
29°55′03″N 103°51′13″E / 29.91750°N 103.85361°E

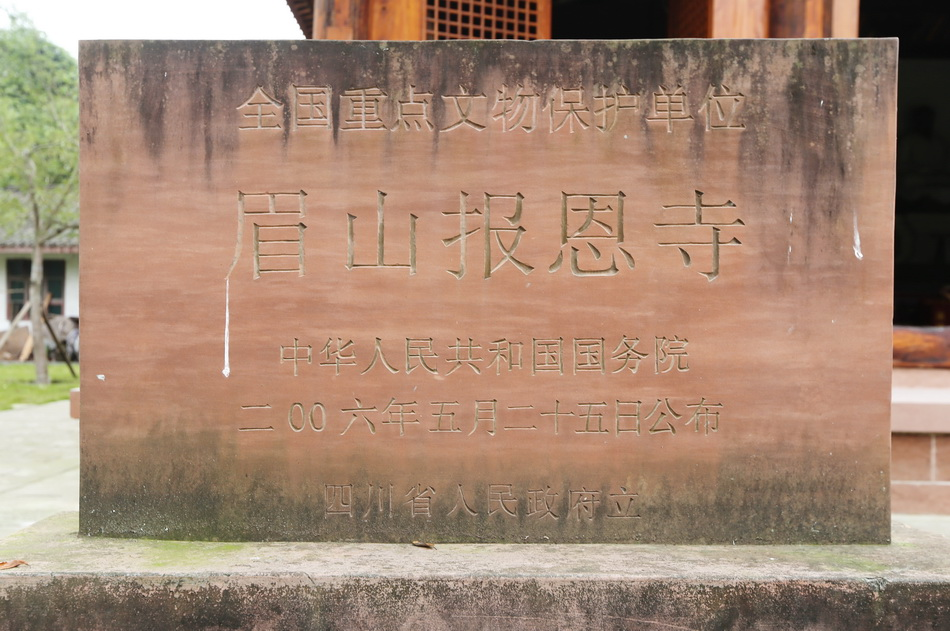
国保碑

眉山报恩寺位于中国四川省眉山市东坡区永寿镇高丰村。报恩寺始建于唐，现仅存元泰定四年（1327年）所建的大殿，清乾隆二十六年（1761年）曾予大修。大殿采用抬梁式木构架，单檐歇山顶，保留了宋代的建筑风格。
1991年4月16日公佈為四川省第三批文物保護單位，2006年5月25日列為第六批全國重點文物保護單位。